# Józef Gawron (1904–1969)
Józef Gawron (ur. 6 marca 1904 w Częstochowie, zm. 15 sierpnia 1969 tamże) – polski działacz komunistyczny, oficer UB.

## Życiorys
Syn robotnika, działacza SDKPiL i KPP Tomasza, brat Walerii. Działał w KPP, po wojnie 1939 dostał się do niemieckiej niewoli, skąd wrócił w 1945 i wstąpił do PPR i UB. Pełnił wiele odpowiedzialnych funkcji w aparacie partyjnym i bezpiece, m.in. 6 VIII - 25 XI 1946 był zastępcą szefa MUBP w Częstochowie, a 1 IV 1955 - 1 IX 1956 naczelnikiem Wydziału IX Wojewódzkiego Urzędu ds. Bezpieczeństwa Publicznego w Kielcach w stopniu kapitana. Odznaczony Krzyżem Oficerskim Orderu Odrodzenia Polski.